# 저우허시
저우허시(중국어: 周賀璽, 주하새, 1992년 10월 28일 ~ )는 중국의 바둑 기사이다. 2007년 프로가 되었다.

## 경력
- 2011년 제3회 BC카드배 월드 바둑 챔피언십 32강, 제25기 중국천원전 준우승(대 천야오예 0:2)
- 2012년 제26기 중국천원전 준우승(대 천야오예 0:2, 2회 연속 준우승), 삼성화재배 32강, 바이링배 8강